# تسوميكون
تسوميكون (بالألمانية: Zumikon) هي إحدى بلديات مقاطعة مايلن في كانتون زيورخ في سويسرا. تُقدر مساحتها ب5.44 كيلومتر مربع، ويقدر عدد سكانها بـ 5142 نسمة (حسب تعداد ديسمبر 2017).